# Alessandro Tassoni
Alessandro Tassoni (Mòdena, 28 de setembre de 1565 - Mòdena, 25 d'abril de 1635) va ser un escriptor i poeta italià. Molt cultivat, tenia un ampli coneixement sobre física, geografia, història i literatura.
Va néixer en una família de l'aristocràcia, fill del comte Bernardino Tassoni i l'aristocrata Sigismonda Pellicciari, tots dos de Mòdena. Alessandro va ser batejat així en honor del seu avi patern. Als deu mesos va perdre el seu pare i, quan tenia dos anys i mig, es va quedar orfe. Era un nen amb una salut fràgil; així que fou confiat a la cura de Giovanni Pellicciari, l'avi matern. Amb ell, va anar un dia a la torre Ghirlandina, i en una habitació va veure una galleda, conquerida per la gent de Mòdena en el conflicte contra els bolonyesos, que seria la font inspiradora del poema més famós de la seva edat madura. A la mort del seu avi, el seu oncle Marc'Antonio es va ocupar d'Alessandro.
A la universitat va estudiar dret primerament a la Universitat de Mòdena, després a Bolonya, Pisa i Ferrara, on es va graduar.
Sembla que durant la seva joventut va ser indisciplinat, mentre vivia a Nonantola, d'on va ser expulsat el 1595 després d'alguns incidents.
El 1597 va ser nomenat a Roma pel cardenal Ascanio Colonna com el seu secretari i el va seguir a Espanya entre els anys 1600 i 1603. El 21 de juny de 1589 va ser elegit acadèmic de la Crusca. Era un admirador de Carles Manuel I de Savoia i en va esdevenir secretari l'any 1618 a l'ambaixada de Roma. En aquest període romà va assistir als principals actes intel·lectuals de la ciutat i va passar a formar part de l'Acadèmia d'Humoristes.
Després de romandre a Torí, pres pels Savoia entre 1620 i 1621, es va retirar, amargat, de la política. Va passar al servei del cardenal Ludovisi i, fins a la seva mort, del duc Francesc I d'Este.

## Obres

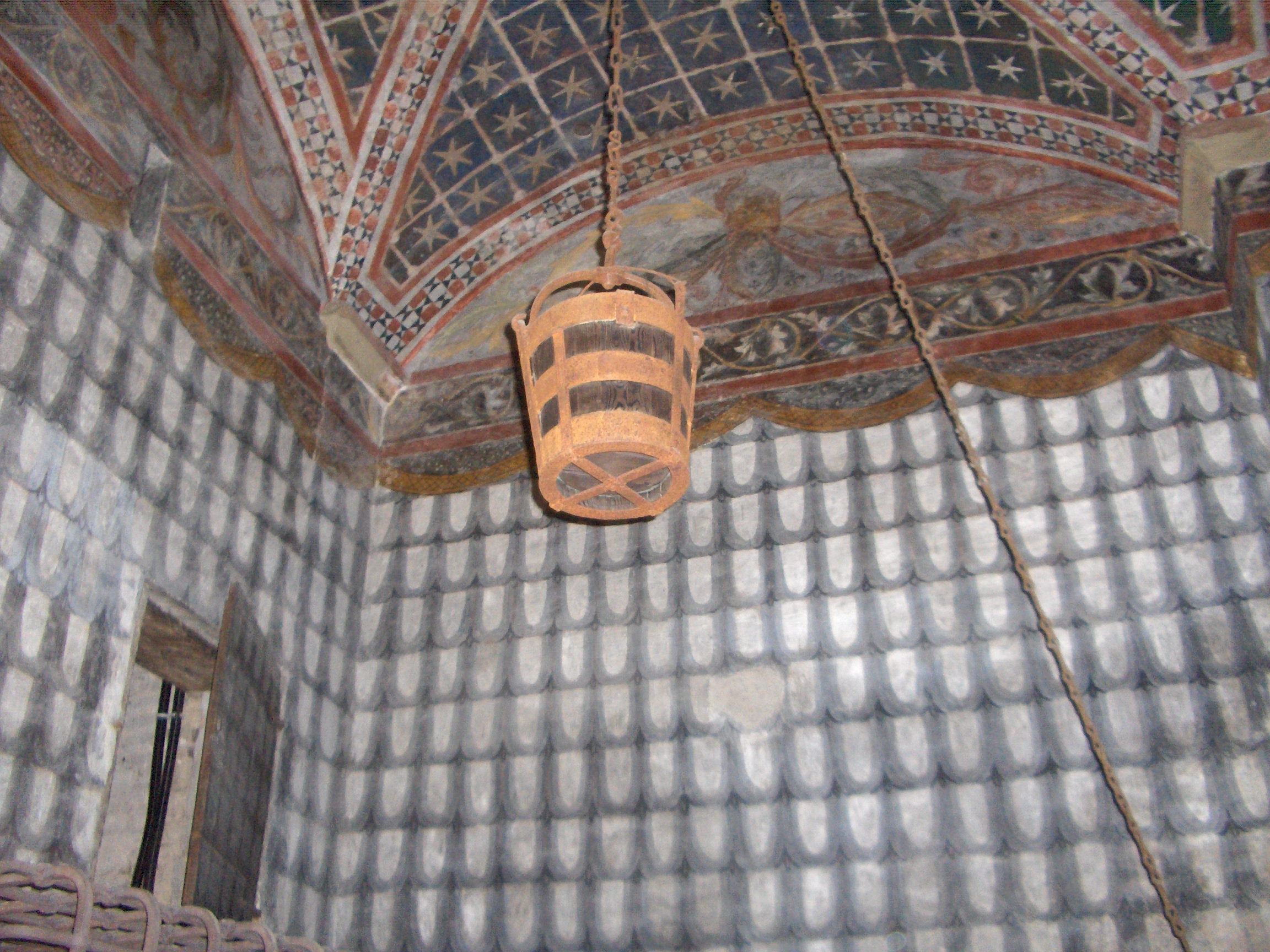
La secchia rapita, en exposició a l'interior de la Torre Ghirlandina

La seva obra més famosa és La secchia rapita, poema heroicomic, on l'autor reprèn la tradició burlesca de burlar el món dels cavallers. Situat a l'edat mitjana, el poema relata la història d'un conflicte entre Mòdena i Bolonya que lluita per una galleda "robada" pels de Mòdena, mentre que els bolonyesos mantenen presoner el rei Enzo de Sardenya, fill natural de Frederic II de Suàbia. Una contribució important al debat cultural entre "Antichi" i "Moderni" (disputa dels antics i moderns) es va desenvolupar entre els segles XVII i XVII, en particular a França, però que va implicar tota la "Repubblica delle lettere" (República de les cartes), Tassoni ho oferí amb la seva "Paragone degl'ingegni antichi e moderni" (Comparació de talents antics i moderns), el desè llibre de l'obra Pensieri diversi publicada a Carpi el 1620.<

## Altres obres
- Dieci libri di pensieri diversi
- Considerazioni sopra le rime del Petrarca
- Oceano
- Filippiche
- Risposta

## El "Premi Alessandro Tassoni"

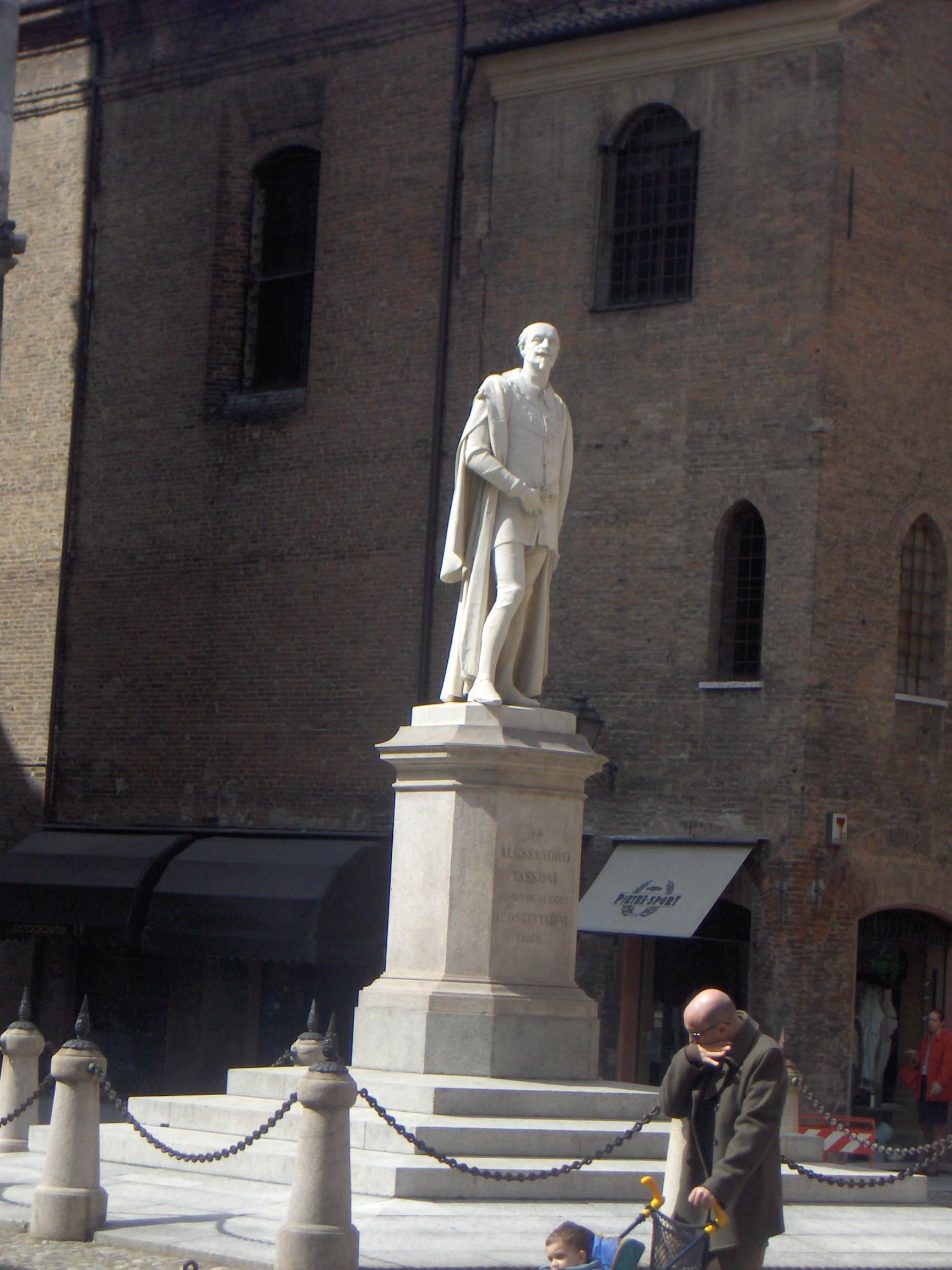
Modena: monument a Alessandro Tassoni

L'any 2005, a Modena, en honor seu, ha nascut el "Premi Alessandro Tassoni" (poesia, narrativa, teatre, assaig), a cura de l'Associació cultural "Les Avantguardes" i de la Revista "Bollettario".

## Honors i dedicatòries
- A Modena l'escola secundària científica de la ciutat du el seu nom.
- A Torí, a la zona del Campidoglio, es va nomenar un carrer a la secció entre la plaça de Bernini i el corso Suïssa.